# Sau

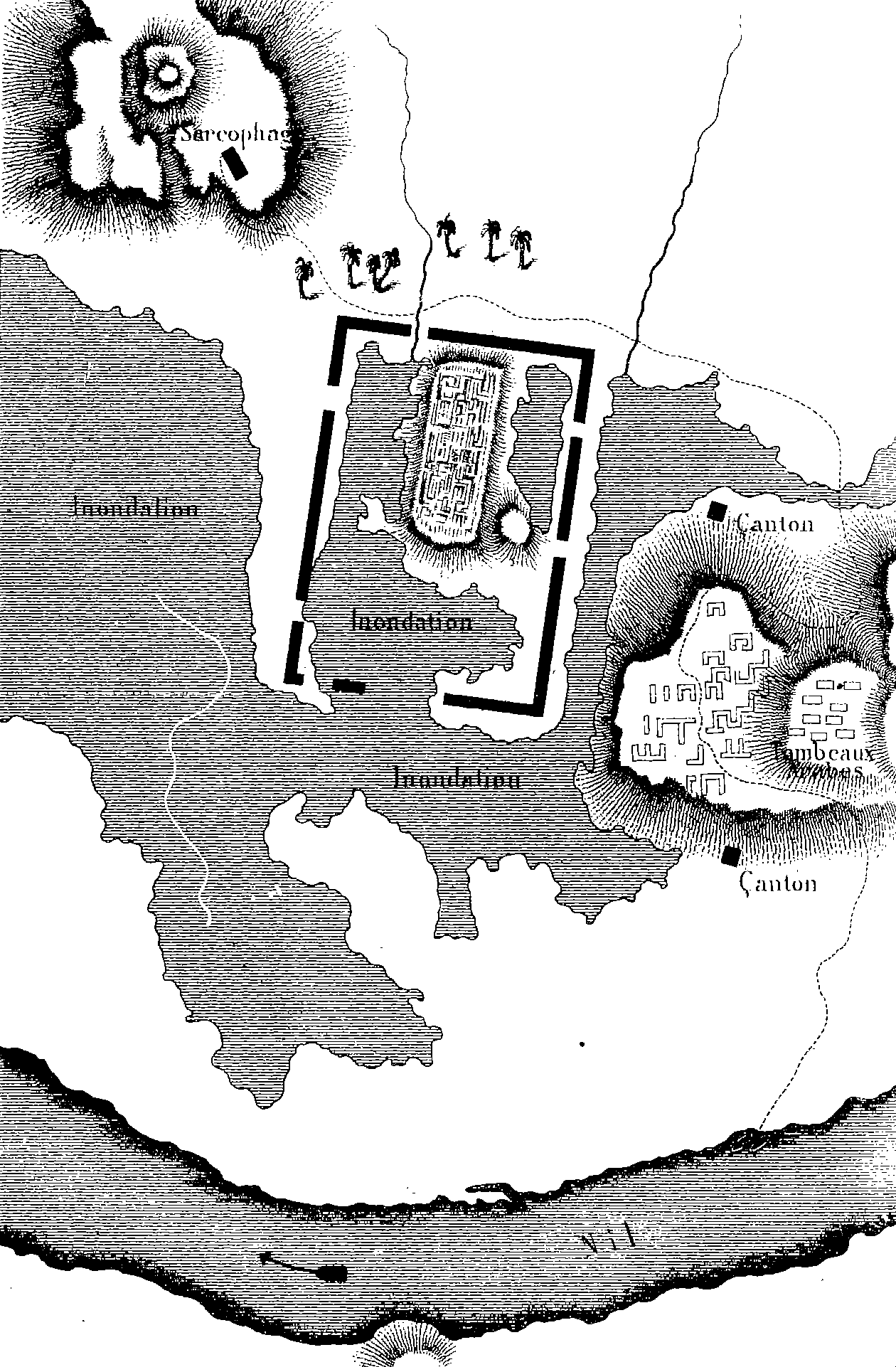
Mapa Sau

| O34 · G39 | G1 | Z7 · O49 |

| O34 · G39 | G1 | Z7 · O49 |

Sau (řecky Σάϊς – Sais, do češtiny přepisováno též v podobě Saje) bylo významné město ve starověkém Egyptě v západní nilské Deltě na jednom z říčních ramen, středisko dolnoegyptského 5. nomu. Od počátku historické doby bylo důležitým náboženským centrem kultu bohyně Neit, od Pozdní doby také Usira, Esety a Hora. Největšího významu dosáhlo za vlády 26. dynastie, kdy se stalo královským sídelním městem. Antičtí autoři považovali jeho architektonickou podobu, která v této době vznikla, za výjimečně půvabnou. Velmi poškozená a prozatím jen málo prozkoumaná archeologická lokalita odpovídající oblasti někdejšího města, na níž se nezachovaly prakticky žádné viditelné pozůstatky staveb, se nachází na místě dnes zvaném Sá el-Hagar.